# Eugenia Martínez Vallejo
Eugenia Martínez Vallejo, död 1699, var en spansk gycklare.
Hon led troligen av vad som nu är känt som prader-Willis syndrom. Hon anställdes som gycklare vid Karl II:s hov 1680 för att roa hovet med sitt utseende, något som inte var ovanligt vid denna tid. Hon är känd för två tavlor som kungen lät måla av henne för att exploaterade hennes utseende: en påklädd och en avklädd. 